# كارل إدوارد كرامر
كارل إدوارد كرامر هو عالم نبات سويسري، ولد في 4 مارس 1831 في زيورخ في سويسرا، وتوفي بنفس المكان في 24 نوفمبر 1901.